# Gymnocalycium mackieanum
Gymnocalycium mackieanum ist eine Pflanzenart in der Gattung Gymnocalycium aus der Familie der Kakteengewächse (Cactaceae). Das Artepitheton mackieanum ehrt den englischen Gärtner Mr. Mackie aus Lakenham.

## Beschreibung
Gymnocalycium mackieanum wächst einzeln mit dunkel graugrünen, abgeflacht kugelförmigen Trieben, die bei Durchmessern von 12 Zentimetern Wuchshöhen von bis zu 8 Zentimeter erreichen. Die 16 bis 20 Rippen sind in schwach ausgebildete Höcker gegliedert. Die darauf befindliche Areolen sind weiß. Die meist vier bis sieben Mitteldornen sind 2,5 bis 3 Zentimeter lang. Die neun bis elf dünnen, geraden, hell gelblichbraunen Randdornen sind bis zu 2,5 Zentimeter lang.
Die breit trichterförmigen hell grünlichgelben Blüten erreichen eine Länge von 6 bis 7,5 Zentimeter und einen Durchmesser von 7 bis 8 Zentimeter. Die kurz keulenförmigen Früchte sind dunkelgrün.

## Verbreitung und Systematik
Gymnocalycium mackieanum ist im Süden der argentinischen Provinz Buenos Aires verbreitet. 
Die Erstbeschreibung als Echinocactus mackieanus erfolgte 1837 durch William Jackson Hooker. Detlev Metzing, Massimo Meregalli und Roberto Kiesling stellten die Art 1995 in die Gattung Gymnocalycium.

## Nachweise